# Cascadas Shoshone

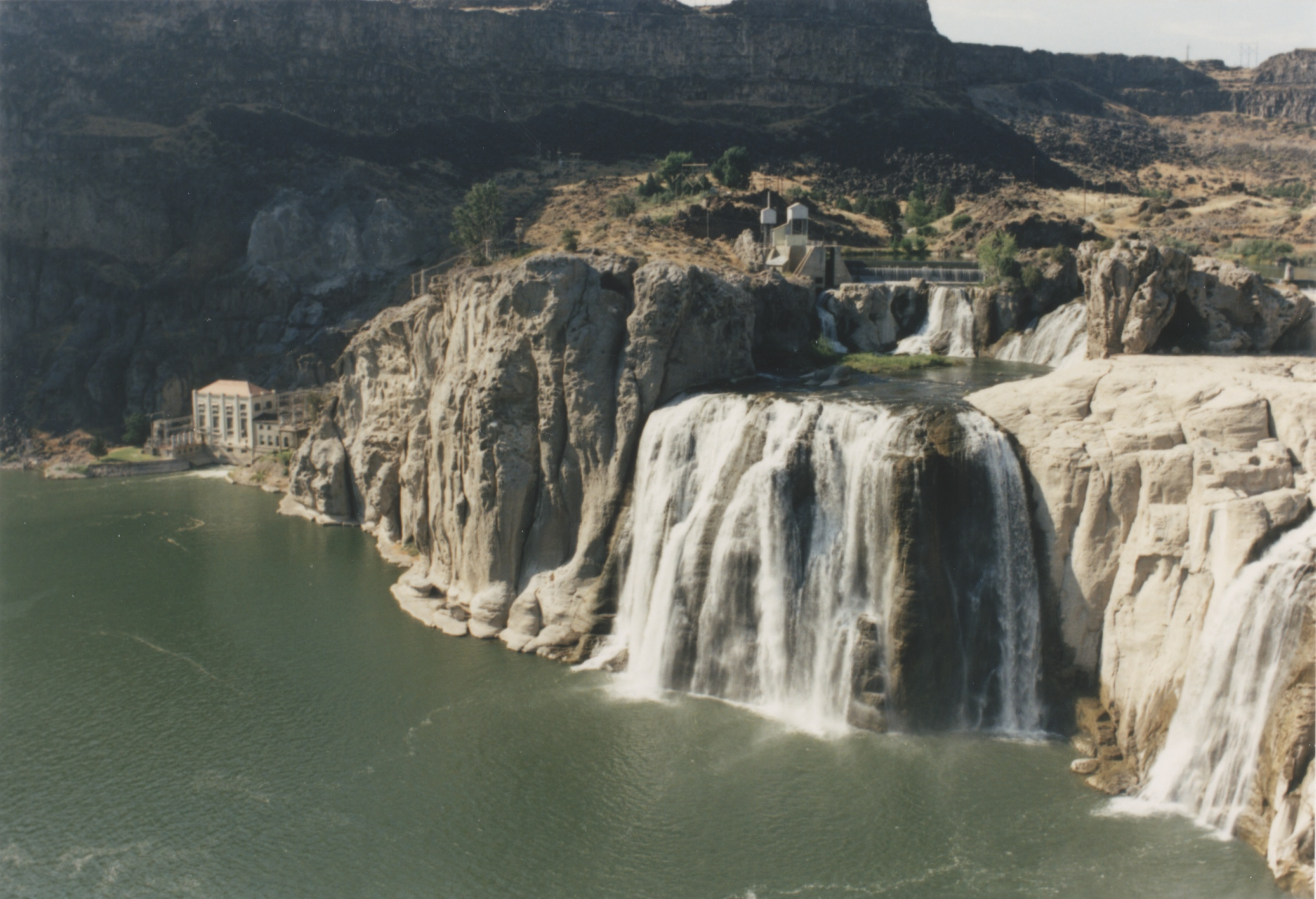
Las cascadas Shoshone Falls (julio de 1989)

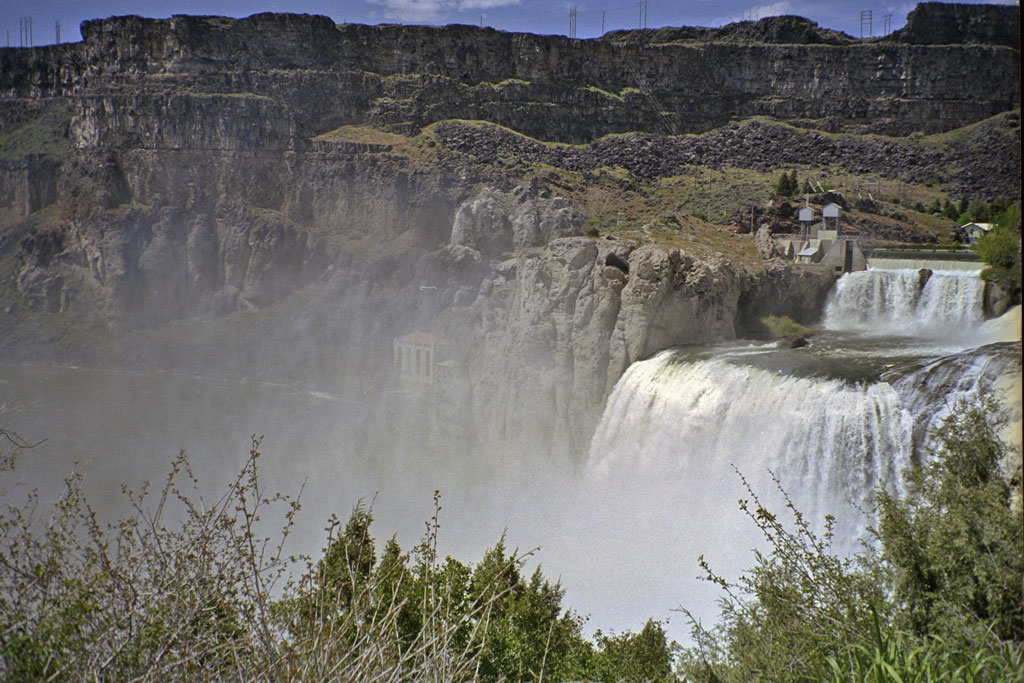
Las cascadas Shoshone Falls (mayo de 1998)

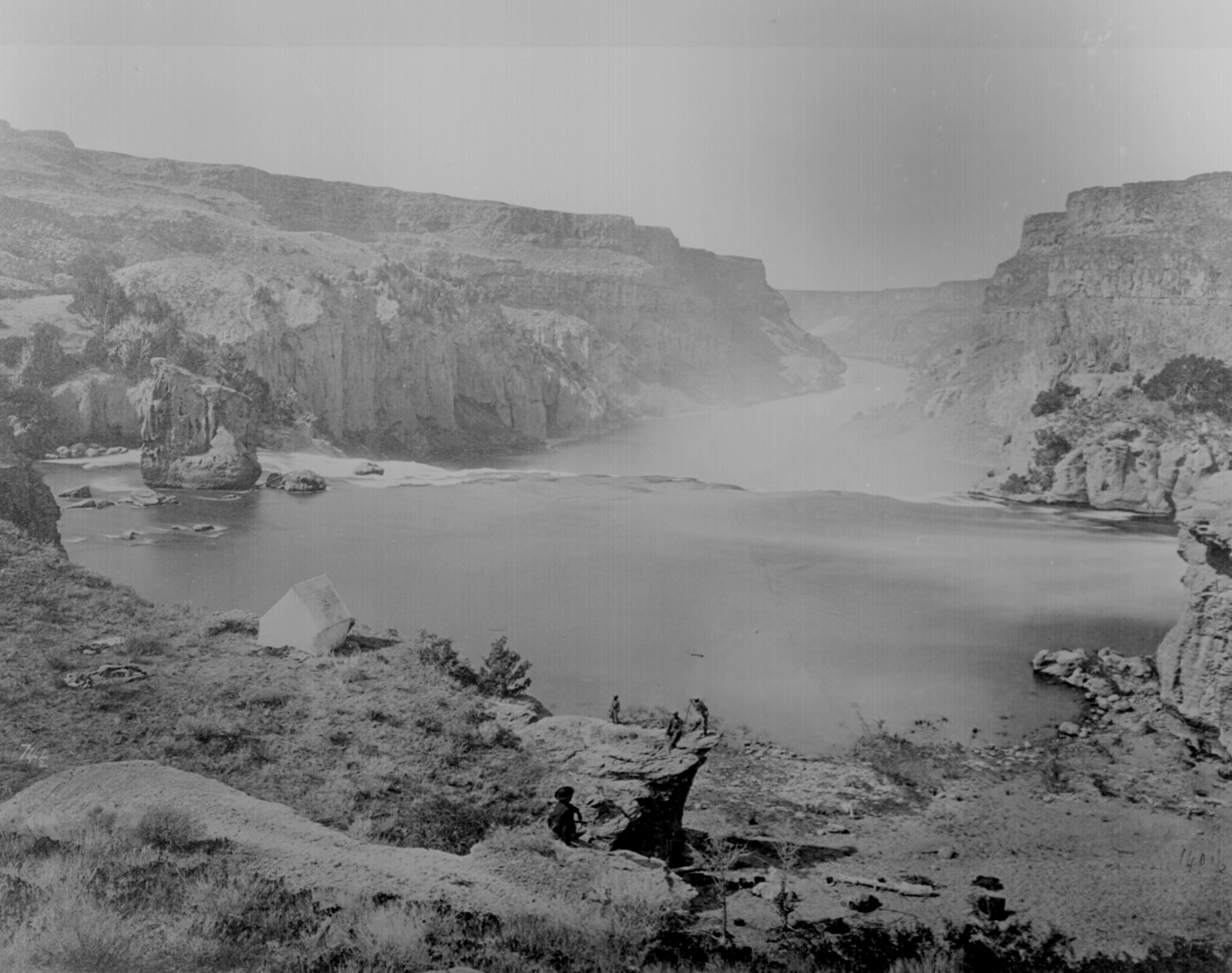
Foto tomada en 1868 durante la exploración del paralelo 40ºN.

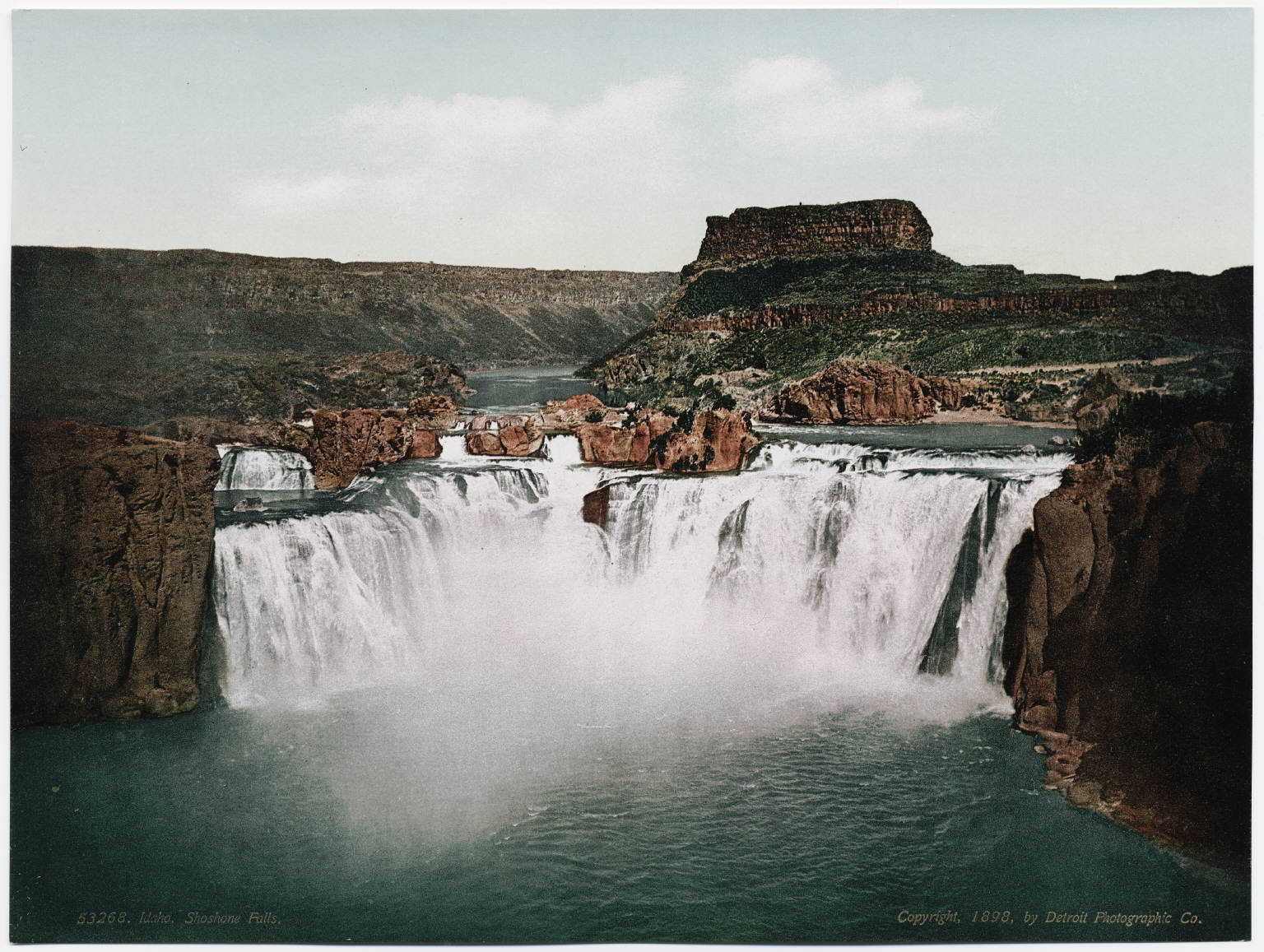
Fotocromo de las cascadas Shoshone ca. 1898

Las cascadas Shoshone (en inglés: Shoshone Falls, pronunciado Shoushoni o Shoshoni) son unas cascadas en el cauce del río Snake, ubicadas a unos 8 kilómetros de la ciudad de Twin Falls, en el centro-sur del estado de Idaho. A menudo llamadas las Niagaras del Oeste, las cascadas Shoshone tiene 64,7 m de altura, 10,97 más altas que las cataratas del Niágara y caen desde un borde de 274 metros de ancho. El Fondo Mundial para la Naturaleza ha usado las cascadas Shoshone como límite entre el curso superior del río Snake y las ecorregiones de agua dulce de la sección no-glaciar del río Columbia.
El flujo máximo de estas cascadas ocurre durante la primavera, cuando las nevadas se derriten y hacen que aumente el caudal del río Snake, justo antes de que el cauce se desvíe para proveer la irrigación y energía durante el verano de la región. 

## Fauna
Las cascadas Shoshone Falls han existido desde hace entre 30 y 60 mil años y han sido una barrera constante para el movimiento de peces aguas arriba. Las cascadas han sido el límite más norteño de los esturiones y las migraciones de salmones y truchas arco iris no pueden pasar estas cascadas. Las truchas del río Yellowstone viven aguas arriba de las cascadas Shoshone, en un nicho ecológico similar al de la trucha arcoíris, que vive aguas abajo de las cascadas. 
Solo un 35% de las especies de peces del río Snake alto son compartidas con el curso bajo del río y con el río Columbia. Catorce especies de peces que se encuentran en el curso superior del río Snake se encuentran también en la ecorregión de agua dulce de la Gran Cuenca, pero no en el curso inferior del Snake ni en el río Columbia.